# The Fairmont Hotel Vancouver
 (août 2023).
Si vous disposez d'ouvrages ou d'articles de référence ou si vous connaissez des sites web de qualité traitant du thème abordé ici, merci de compléter l'article en donnant les références utiles à sa vérifiabilité et en les liant à la section « Notes et références ».
The Fairmont Hotel Vancouver est un hôtel construit à Vancouver au Canada ouverte en 1939. Il abrite 556 chambres.

## Histoire
C'est l'un des rares gratte-ciel construit à la fin des années 1930. La construction s'est étalée de 1929 à 1939 ; du fait des difficultés économiques dues à la crise des années 1930, les travaux s'arrêtèrent pendant 5 ans et se terminèrent pour l'accueil de la reine Elizabeth Bowes-Lyon et du roi George VI.
L'architecte est l'agence Archibald and Schofield (en). Le coût de l'hôtel a été de 7 millions de $ de l'époque. À sa construction c'était le plus haut immeuble de l'ouest canadien et le 5° plus haut immeuble du Canada. Ce fut le plus haut immeuble de Vancouver jusqu'en 1972. L'immeuble a été complètement rénové en 1989 et en 1999.
Les façades extérieures de l'immeuble comportent des sculptures mythologiques et des gargouilles. Le toit de couleur verte est fait de cuivre oxydé.